# Beacon Falls
Beacon Falls es un pueblo ubicado en el condado de New Haven en el estado estadounidense de Connecticut. En el año 2005 tenía una población de 5,596 habitantes y una densidad poblacional de 220 personas por km².

## Geografía
Ashford se encuentra ubicado en las coordenadas 41°26′19″N 72°03′20″O / 41.43861, -72.05556.

## Demografía
Según la Oficina del Censo en 2000 los ingresos medios por hogar en la localidad eran de $56,592 y los ingresos medios por familia eran $62,461. Los hombres tenían unos ingresos medios de $41,696 frente a los $34,844 para las mujeres. La renta per cápita para la localidad era de $25,285. Alrededor del 5.9% de la población estaban por debajo del umbral de pobreza.